# Гроттос (Виргиния)
Гроттос (англ. Grottoes) — город в округах Рокингхем  и Огаста  в штате Виргиния США. По данным переписи 2020 года, численность населения составляла 2899 человек.

## Население
| 2010 | 2020  |
| ---- | ----- |
| 2668 | ↗2899 |